# 2000年夏季残疾人奥林匹克运动会英国代表团
2000年夏季残疾人奥林匹克运动会英国代表团是英国派出的2000年夏季残疾人奥林匹克运动会代表团。获得41枚金牌、43枚银牌和47枚铜牌。